# Cyrtomenus ciliatus
Cyrtomenus ciliatus är en insektsart som först beskrevs av Palisot 1818.  Cyrtomenus ciliatus ingår i släktet Cyrtomenus och familjen taggbeningar. Inga underarter finns listade i Catalogue of Life.